# Taifun Megi (2010)
Taifun Megi war der stärkste tropische Wirbelsturm des Jahres 2010. Megi bedeutet auf Koreanisch Amur-Wels (메기). Megi war einzige Supertaifun 2010.

## Meteorologische Geschichte und Auswirkungen
Am 12. Oktober 2010 registrierte die JMA die Bildung einer tropischen Depression westlich von Guam. Diese wurde vom JTWC als 15W klassifiziert. Im Tagesverlauf stellten sowohl JMA als auch JTWC fest, dass sich das System in einen tropischen Sturm intensiviert hatte. Die JMA vergab daraufhin den Namen Megi. Das JTWC stellte am 15. Oktober eine Intensivierung zu einem Taifun in der Kategorie 2 der Saffir-Simpson-Hurrikan-Windskala fest. Das RSMC in Tokio führte Megi zu diesem Zeitpunkt als schweren tropischen Sturm, doch auch nach den Kriterien des RSMCs erreichte Megi im Tagesverlauf den Status eines Taifuns. In der Frühe des folgenden Tages erreichte das System den Verantwortungsbereich von PAGASA und erhielt den zusätzlichen nur für die Philippinen geltenden Namen Juan. Megi intensivierte sich weiter. Nach den Kriterien des JTWC erreichte der Sturm schon bald die Kategorie 3 und früh am 17. Oktober meldete Honolulu, dass Megi sich zu einem Supertaifun, dem Äquivalent zur Kategorie 5, intensiviert hat.

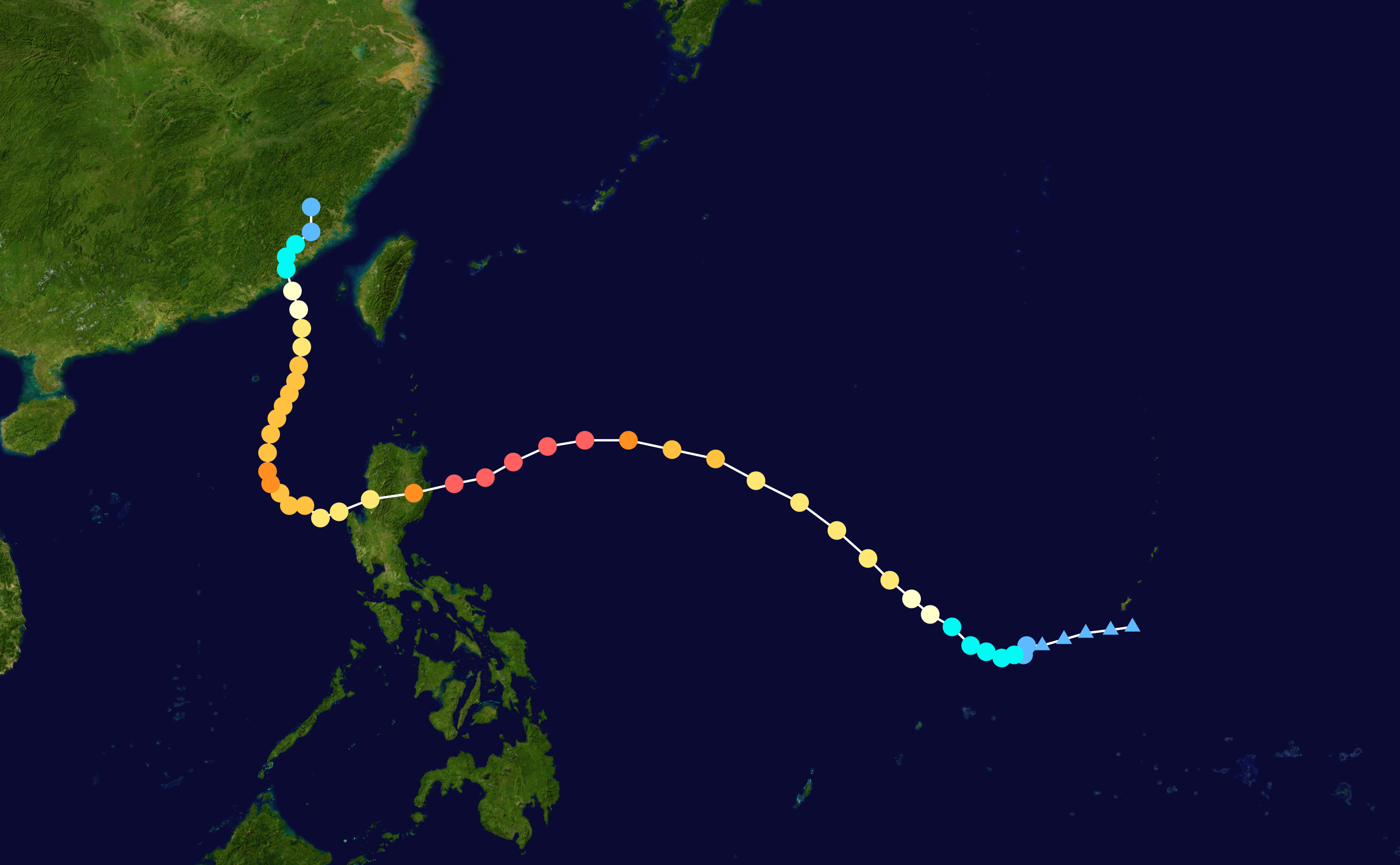
Weg des Taifuns

Megi war der erste Supertaifun im nordwestlichen Pazifik seit dem Taifun Nida im November 2009. In der Nacht vom 17. auf den 18. Oktober sank der zentrale Luftdruck auf 895 hPa. Somit wurde Megi der stärkste Taifun seit Yuri im Jahr 1991, der erste Taifun mit einem Zentralluftdruck von unter 900 hPa im 21. Jahrhundert und der erste tropische Wirbelsturm seit Hurrikan Wilma, dem dies weltweit gelang. Der Taifun zog von seinem Entstehungsgebiet aus in westlicher und zwischenzeitlich nordwestlicher Richtung und erreichte den Norden der philippinischen Hauptinsel Luzon. Mehrere tausend Menschen wurden aus den betroffenen Küstenregionen evakuiert. Als der Taifun auf Land traf, verringerte sich seine Stärke auf eine Windgeschwindigkeit von etwa 200 km/h. Dennoch löste er Erdrutsche aus und verwüstete ganze Landstriche. Auf den Philippinen kamen 28 Menschen ums Leben, weitere 29 wurden durch direkte Auswirkungen des Sturms verletzt. 4 Personen werden noch vermisst. 111.804 Gebäude wurden zerstört – etwa ein Viertel davon vollständig. Megi zog weiter auf das Südchinesische Meer und bedroht nun Küstenregionen in Vietnam und der chinesischen Provinz Hainan. In Hainan wurden vorsorglich mehr als 140.000 Menschen in Sicherheit gebracht. Doch im Verlauf des 19. und 20. Oktober änderte der Taifun seine Zugrichtung allmählich auf eine nordwärts gerichtete Bahn, die ihn östlich von Hongkong in der bezirksfreien Stadt Zhangzhou im Süden der Provinz Fujian mit andauernden Windgeschwindigkeiten von 140 km/h an die chinesische Küste brachte. In der Provinz wurden nach Angaben der Provinzregierung vor dem Eintreffen des Taifuns 272.300 Einwohner evakuiert. Eine große Gefahr ging durch die immensen Regenmengen aus, die der Taifun mit sich führte. In der Zeit zwischen Freitag, dem 22. Oktober um 8:00 Uhr und Samstag, dem 23. Oktober um 17:30 Uhr wurden in Zhangpu 243 mm und im benachbarten Kreis Yunxiao 332 mm Niederschlag gemessen. Auf der durch die Formosastraße vom chinesischen Festland getrennten Insel Taiwan tötete der Taifun mindestens elf Personen.